# Cnemotrupes pecki
Cnemotrupes pecki is een keversoort uit de familie mesttorren (Geotrupidae). De wetenschappelijke naam van de soort werd in 1974 gepubliceerd door Henry Fuller Howden.